# Termodynamikkens 0. lov
Termodynamikkens nulte lov drejer sig om termisk ligevægt og er grundlæggende for termodynamikken.
Hvis et legeme A er i termisk ligevægt med legeme B, og legeme B er i termisk ligevægt med legeme C, da vil legeme A og C være i termisk ligevægt.
For eksempel kan legeme A være et glas vand, legeme B en isterning og legeme C et termometer. Alle tre har stået i netop så lang tid, at isen er smeltet og alle tre er i termisk ligevægt. Dette betyder egentlig blot, at alt har samme temperatur, og at termometret viser temperaturen på isvandet. Dette er naturligvis indlysende, men viser sig dermed også at være noget af det mest grundlæggende inden for termodynamikken, når man netop arbejder med temperaturer og udveksling af energi.